# Transcortine
La transcortine (ou CBG, de l'anglais  corticosteroid binding globulin) est une alpha-globuline qui possède une grande affinité pour lier le cortisol. On suppose que le cortisol ne serait biologiquement actif que s'il n'est pas lié à la transcortine.  La transcortine n'est pas spécifique du cortisol.  Elle peut également transporter la testostérone et l'aldostérone.